# 彝泰
彝泰（藏語：སྐྱིད་རྟག།，威利转写：skyid-rtag，藏语拼音：Gyi'dag，815年—838年）是吐蕃王朝可黎可足赞普所用的年号，共计24年。見於拉薩《長慶唐蕃會盟碑》，末書唐長慶及吐蕃彝泰紀元，是目前可考的唯一一个吐蕃的年号。

## 年號出處
- 《新唐書·吐蕃傳》：策署彞泰七年。
- 《唐蕃會盟碑》：……時大蕃彝泰七年，大唐長慶元年，……時大蕃彝泰八年，大唐長慶二年，……為大蕃彝泰九年，大唐長慶三年，……

## 纪年
| 彝泰 | 元年  | 2年   | 3年   | 4年   | 5年   | 6年   | 7年   | 8年   | 9年   | 10年  |
| ---- | ----- | ----- | ----- | ----- | ----- | ----- | ----- | ----- | ----- | ----- |
| 公元 | 815年 | 816年 | 817年 | 818年 | 819年 | 820年 | 821年 | 822年 | 823年 | 824年 |
| 干支 | 乙未  | 丙申  | 丁酉  | 戊戌  | 己亥  | 庚子  | 辛丑  | 壬寅  | 癸卯  | 甲辰  |
| 彝泰 | 11年  | 12年  | 13年  | 14年  | 15年  | 16年  | 17年  | 18年  | 19年  | 20年  |
| 公元 | 825年 | 826年 | 827年 | 828年 | 829年 | 830年 | 831年 | 832年 | 833年 | 834年 |
| 干支 | 乙巳  | 丙午  | 丁未  | 戊申  | 己酉  | 庚戌  | 辛亥  | 壬子  | 癸丑  | 甲寅  |
| 彝泰 | 21年  | 22年  | 23年  | 24年  |       |       |       |       |       |       |
| 公元 | 835年 | 836年 | 837年 | 838年 |       |       |       |       |       |       |
| 干支 | 乙卯  | 丙辰  | 丁巳  | 戊午  |       |       |       |       |       |       |

## 同期存在的其他政权年号
- 中國
  - 唐朝
    - 元和（806年－820年）：唐憲宗李純之年号
    - 長慶（821年－824年）：唐穆宗李恒之年号
    - 寳曆（825年－827年）：唐敬宗李湛之年號
    - 大和（827年－835年）：唐文宗李昂之年号
    - 開成（836年－840年）：唐文宗李昂之年号

  - 渤海
    - 建興（819年－830年）：渤海宣王大仁秀之年號
    - 咸和（831年－857年）：渤海宣王大彝震之年號
    - 朱雀（813年－817年）：渤海僖王大言義之年號
    - 太始（818年）：渤海簡王大明忠之年號

  - 南詔
    - 保和（824年－839年）：勸豐祐之年號
    - 龍興（810年－816年）：勸龍晟之年號
    - 全義（816年－819年）：勸利晟之年號
    - 大豐（820年－823年）：勸利晟之年號
- 日本
  - 平安時代
    - 弘仁（810年－824年）：嵯峨天皇之年號
    - 天長（824年－834年）：淳和天皇之年號
    - 承和（834年－848年）：仁明天皇之年號

## 深入閱讀
- 李崇智. . 北京: 中華書局. 2004年12月. ISBN 7101025129.